# Cynon

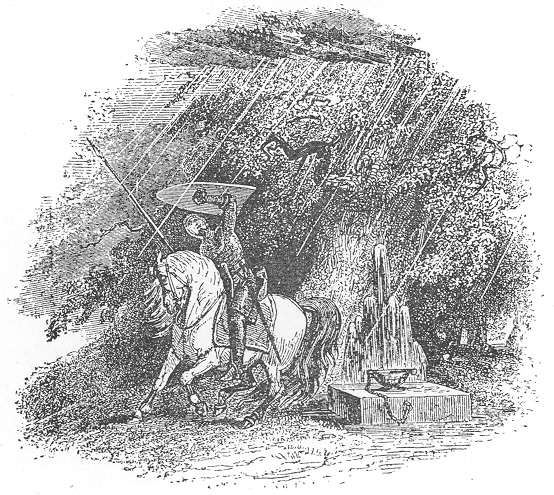
Cynon lub Owain szukający schronienia przed burzą.

Sir Cynon – postać z legend arturiańskich, jeden z Rycerzy Okrągłego Stołu. Był synem Clydno Eiddina, władcy północnej Anglii i południowej Szkocji (Hen Ogledd).
Źródła wskazują na niego jako rycerza, który miał spotkać na swojej drodze Czarnego Rycerza, mającego tylko jedną nogę i jedno oko, noszącego wielką drewnianą maczugę. Nieznajomy miał polecić Sir Cynonowi, aby  udał się do źródła i napełnił wodą misę ze srebra, którą tam znajdzie. Następnie Cynon miał wylać zawartość czary na marmurową płytę. Sir Cynon postąpił zgodnie z instrukcją, po czym rozległ się grzmot pioruna i śpiew zaczarowanych ptaków. W tym samym momencie Sir Cynonowi ukazał się Czarny Rycerz, z którym bohater musiał stoczyć walkę, którą przegrał.